# Marginaster
Genre
Marginaster est un genre d'étoiles de mer de la famille des Poraniidae.

## Particularités
Les espèces de ce genre ressemblent énormément aux juvéniles d’autres Poraniidae : leur taxinomie est donc sujette à caution. 

## Liste des espèces
Selon World Register of Marine Species (19 janvier 2015) :
- Marginaster capreensis (Gasco, 1876) – Europe
- Marginaster paucispinus Fisher, 1913 – Région indonésienne
- Marginaster pectinatus Perrier, 1881 – Atlantique tropical ouest

L'espèce Marginaster littoralis a été déplacée en 2018 dans le genre Patiriella, et Marginaster patriciae dans Bathymarginaster en 2023.

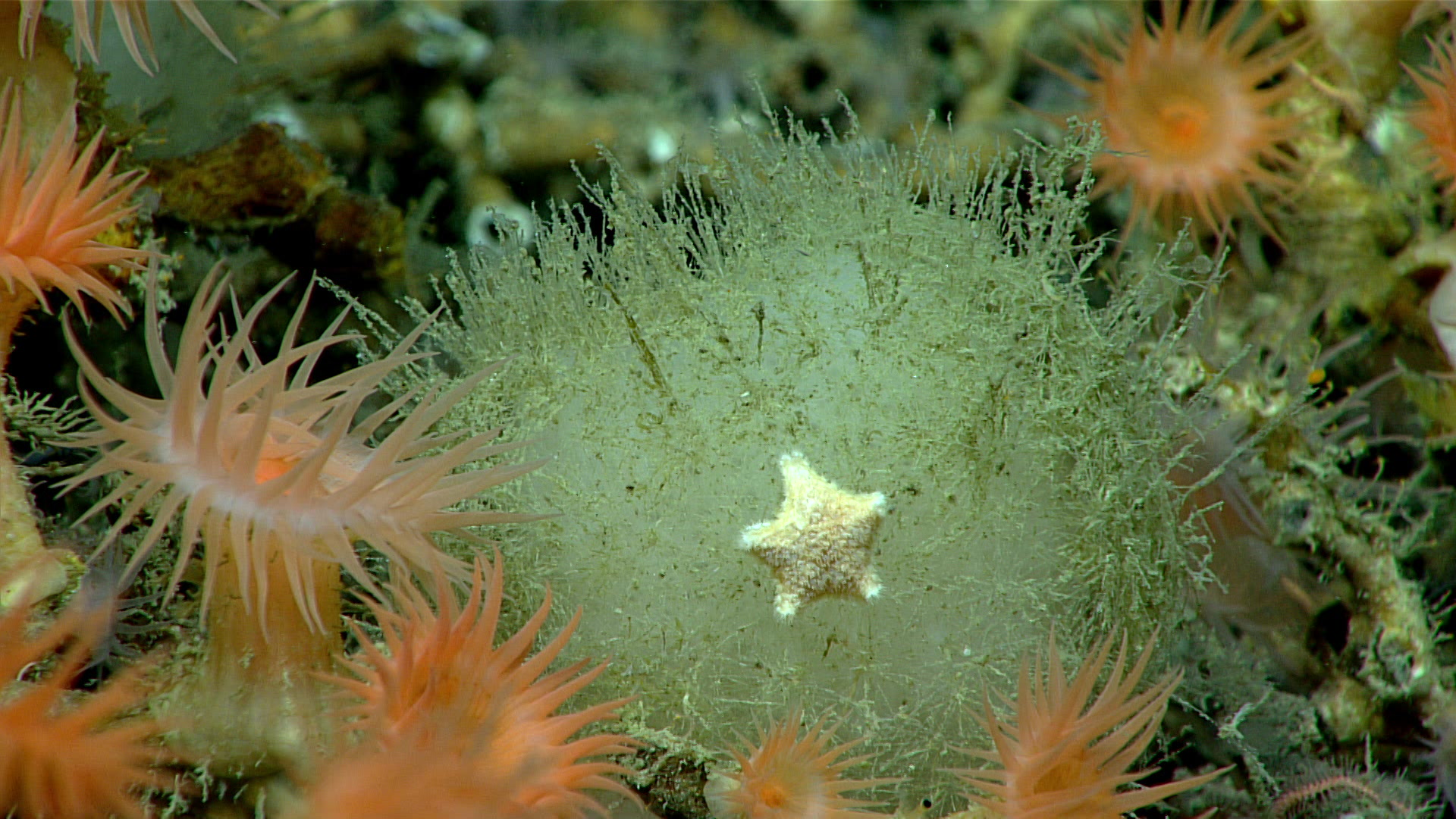
Marginaster pectinatus